# Rinconada
Rinconada este un oraș și comună din provincia Los Andes, regiunea Valparaíso, Chile, cu o populație de 9.354 locuitori (2012) și o suprafață de 122,5 km2.